# Європейське Командування Збройних сил США
Європе́йське Кома́ндування Збро́йних сил США (англ. United States European Command) (USEUCOM або EUCOM) — вище об'єднання видів Збройних сил США, у складі Міністерства оборони США яке відповідає за підготовку та ведення військових операцій США та підтримку військових контактів з військовими 52 країн Європи, колишнього Радянського Союзу (за винятком Казахстану, Киргизстану, Таджикистану, Туркменістану та Узбекистану), Туреччини, Гренландії в смузі зони відповідальності загальною площею 21 млн км².
Європейське Командування було засновано 1 серпня 1952 зі штаб-квартирою у Штутгарті, Німеччина.
У листопаді 2020 році було оголошено, що армія AFRICOM об'єднається з армією EUCOM, щоб сформувати нове командування армії США Європою та Африкою. Відтепер це US Army Europe and Africa (USAREUR-AF).

Очолює його командувач Сухопутними військами США в Європі генерал Крістофер Каволі.

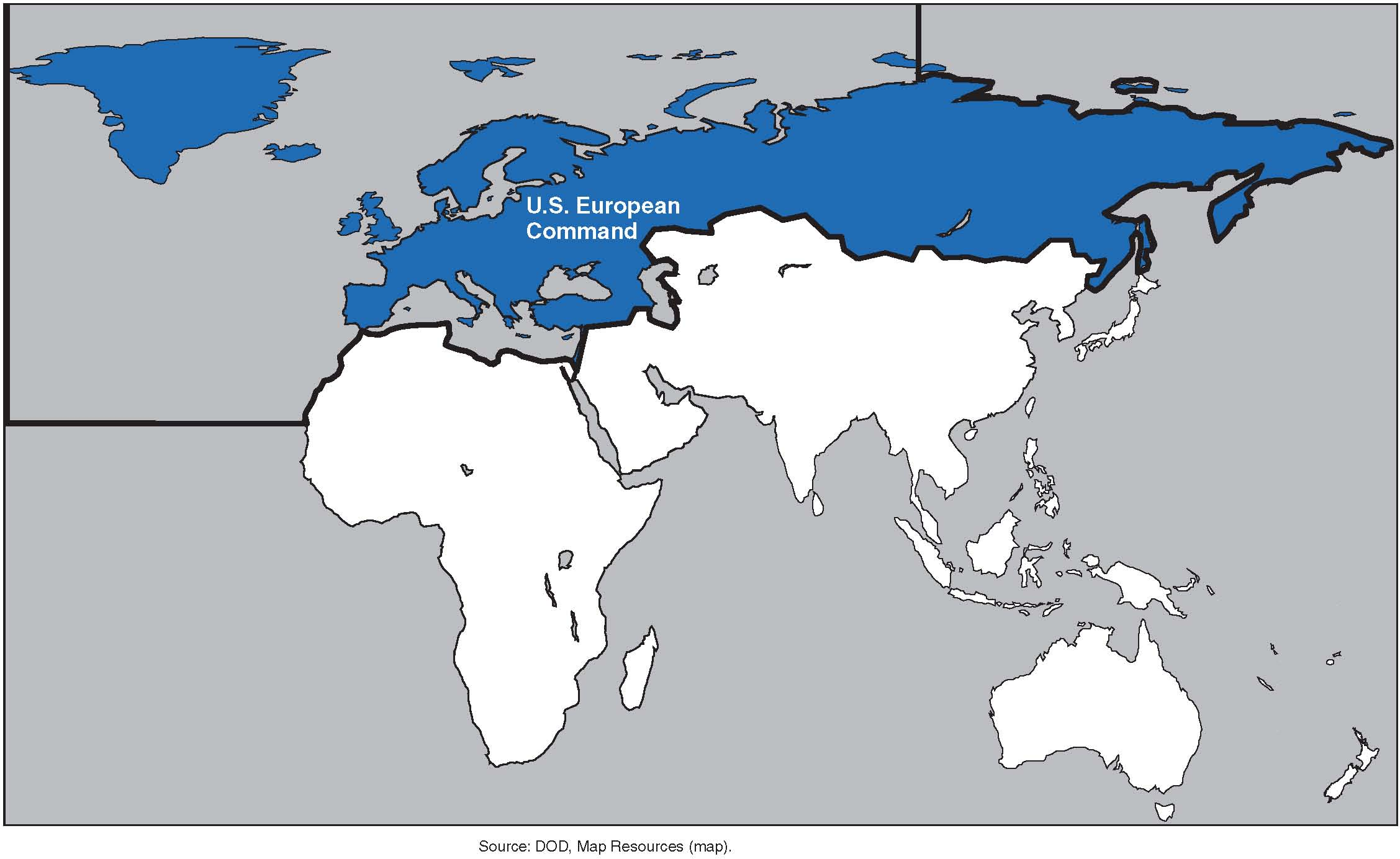
Зона відповідальності Європейського Командування Збройних сил США

## Командувачі
|     | Прізвище                   | Фото | Вид ЗС                 | Початок           | Завершення        | Час в посаді |
| --- | -------------------------- | ---- | ---------------------- | ----------------- | ----------------- | ------------ |
| 1   | генерал Метью Ріджвей      |      | Армія                  | 30 травня 1952    | 11 липня 1953     | 407 днів     |
| 2   | генерал Альфред Грюнтер    |      | Армія                  | 1 липня 1953      | 20 листопада 1956 | 1 238 днів   |
| 3   | генерал Лоріс Норстад      |      | Повітряні сили         | 20 листопада 1956 | 1 січня 1963      | 2 233 днів   |
| 4   | генерал Ліман Лемніцер     |      | Армія                  | 1 січня 1963      | 1 липня 1969      | 2 373 днів   |
| 5   | генерал Ендрю Гудпастер    |      | Армія                  | 1 липня 1969      | 15 грудня 1974    | 1 993 днів   |
| 6   | генерал Александр Гейг     |      | Армія                  | 15 грудня 1974    | 1 липня 1979      | 1 659 днів   |
| 7   | генерал Бернард Роджерс    |      | Армія                  | 1 липня 1979      | 26 червня 1987    | 2 917 днів   |
| 8   | генерал Джон Галвін        |      | Армія                  | 26 червня 1987    | 23 червня 1992    | 1 824 днів   |
| 9   | генерал Джон Шалікашвілі   |      | Армія                  | 23 червня 1992    | 22 жовтня 1993    | 486 днів     |
| 10  | генерал Джордж Джоулвен    |      | Армія                  | 22 жовтня 1993    | 11 липня 1997     | 1 358 днів   |
| 11  | генерал Веслі Кларк        |      | Армія                  | 11 липня 1997     | 3 травня 2000     | 1 027 днів   |
| 12  | генерал Джозеф Ральстон    |      | Повітряні сили         | 3 травня 2000     | 17 січня 2003     | 989 днів     |
| 13. | генерал Джеймс Логан Джонс |      | Корпус морської піхоти | 17 січня 2003     | 7 грудня 2006     | 1 420 днів   |
| 14  | генерал Банц Креддок       |      | Армія                  | 7 грудня 2006     | 30 червня 2009    | 936 днів     |
| 15  | адмірал Джеймс Ставрідіс   |      | ВМС                    | 30 червня 2009    | 10 травня 2013    | 1 410 днів   |
| 16  | генерал Філіп Брідлав      |      | Повітряні сили         | 10 травня 2013    | 3 травня 2016     | 1 394 дні    |
| 17  | генерал Кертіс Скапаротті  |      | Армія                  | 3 травня 2016     | 3 травня 2019     | 1094 дні     |
| 18  | генерал Тод Волтерс        |      | Повітряні сили         | 3 травня 2019     | 1 липня 2022      | 1173 дні     |
| 19  | генерал Крістофер Каволі   |      | Армія                  | 1 липня 2022      |                   | на посаді    |